# Nintendo Entertainment System
Nintendo Entertainment System (NES) ili Famicom 8-bitna je igraća konzola koju je razvila japanska tvrtka Nintendo i prvo izbacila na japansko tržište 1983. U Hrvatskoj je konzole službeno distribuirala Alcu Rijeka sredinom 90-ih.

## Igre
Za NES su postojala četiri različita tržišta: Japan, SAD, Regija A (Ujedinjeno Kraljevstvo, Italija, Australija), i Regija B (ostali dio kontinentalne Europe osim Italije). Izgled kutija bio je sličan za SAD i Regiju A, dok je Regija B koristila slikovlje s japanskih naslova, dok su neki naslovi imali originalne dizajne. Od igara za konzolu navedene su sljedeće:
- Castlevania
- Donkey Kong
- Balloon Fight
- Dr. Mario
- Excitebike
- Galaga
- Ghosts 'n Goblins
- Kirby's Adventure
- Super Mario Bros
- Mario Bros.
- Mega Man
- Metroid
- Pac-Man
- The Legend of Zelda
- Punch-Out!!
- Final Fantasy
- Donkey Kong Jr.

## Strojovlje i dodaci
NES je imao sljedeće osobine:
- Mikroprocesor: 6508 8-bitni (modificirani MOS 6502)
- Takt: 1,79 Mhz
- Grafička razlučivost: 256×224 (NTSC) ili 256x239 (PAL)
- Paleta boja: 52
- Maksimalan broj boja u istom vremenu na ekranu: 16, 24 ili 25.
- Broj likova: 64
- Maksimalan broj likova po liniji: 8
- Veličina lika: 8x8 ili 8x16
- Pokretanje slike: 2 h.v
- RAM: 16 Kbit (2kb)
- Video RAM: 16 Kbit (2kb)
- Min/Maks veličina kasete : 192 Kbit - 4 Mbit
- Zvuk: PSG zvuk, 5 kanala
- 2 kvadratna vala
- 1 trokutni val
- 1 buka
- 1 PCM

### Japan
U Japanu strojovlje i dodaci imali su skraćenicu HVC (Home Video Computer) u nazivu artikala:
- HVC-001 Family Computer
- HVC-002	 AC Adapter
- HVC-003	 RF Switch
- HVC-004	 75/300 OHM Converter
- HVC-005	 Kousenjuu Series Gun
- HVC-006	 Kousenjuu Series Holster
- HVC-007	 Keyboard
- HVC-008	 Data Recorder
- HVC-012	 Robot
- HVC-021	 Famicom Disk System: Disk Card
- HVC-022	 Famicom Disk System: Disk Drive
- HVC-023	 Famicom Disk System: RAM Adapter
- HVC-025	 Famicom Disk System: AC Adapter
- HVC-026	 RF Extension Cord
- HVC-027	 Cleaning Kit: Card Cleaner
- HVC-028	 Cleaning Kit: Cartridge
- HVC-029 Cleaning Kit: Head Cleaning Spray
- HVC-030	 Cleaning Kit: Head Cleaning Card
- HVC-031	 3D System Scope
- HVC-032	 3D System Adapter
- HVC-050 Network System
- HVC-051	 Network Controller
- HVC-053	 Modular Cable
- HVC-054	 Telephone Switch
- HVC-101	 Family Computer Redesign
- HVC-102	 Family Computer Redesign: Controller
- HVC-103	 Family Computer Redesign: RF Modulator

### SAD
Ovaj sljedeći popis je sadrži broj artikla i opis hardvera i dodataka za NES koja su bila dostupna u SAD:
- NES-001	Nintendo Entertainment System
- NES-002	AC Adaptor
- NES-003	RF Switch
- NES-004	Controller
- NES-005	Zapper
- NES-012	Robotic Operating Buddy
- NES-026	NES Advantage
- NES-027	Max Controller
- NES-028	Power Pad
- NES-030	Cleaning Kit
- NES-032	NES Satellite Remote
- NES-033	NES Satellite Receiver
- NES-034	Four Score
- NES-101	Nintendo Entertainment System (Top-Loading)
- NES-102	Nintendo Entertainment System (Top-Loading): Controller

## NES: Classic Edition
Nintendo Entertainment System: Classic Edition je manja inačica originalne NES konzole. U prodaju je pušten 10. studenog 2016. Ova inačica konzole se spaja s televizorom putem HDMI, a uz konzolu je uključeno i 30 NES igara. Dodatne igre se mogu jedino skinuti putem hakiranja konzole. NES: Classic Edition igra originalne naslove putem neke vrste emulacije. Postoje razni emulatori za konzolu NES tako da nije potrebno posjedovati konzolu niti igre da be se moglo uživati u ovoj igraćoj konzoli. Najpopularniji emulator za Windows su:
- FCE Ultra
- JNES
- UberNES

I druge platforme su također podržane kao: Linux, FreeBSD, OS X, Game Boy, Pocket PC, MSDOS itd.